# Abaré
Abaré is een gemeente in de Braziliaanse deelstaat Bahia. De gemeente telt 18.831 inwoners (schatting 2009).

## Aangrenzende gemeenten
De gemeente grenst aan Chorrochó, Curaçá en de deelstaat Pernambuco.